# Kapuas-Wassertrugnatter
Die Kapuas-Wassertrugnatter (Homalophis gyii, Syn.: Enhydris gyii), analog zu ihrem englischen Trivialnamen Kapuas mud snake auch als Kapuas-Schlammschlange bezeichnet, ist eine Trugnatter aus Borneo, die chamäleonartig ihre Farbe wechseln kann. Sie wurde in den Feuchtgebieten rund um den Kapuas-Fluss im Betung Nationalpark entdeckt. Die Natter aus dem indonesischen Teil von Borneo erhielt ihren wissenschaftlichen Namen Homalophis gyii zu Ehren des Schlangenforschers Ko Ko Gyi aus Burma.
Ungeklärt bleibt, warum die Giftschlange ihre Farbe verändern kann. Normalerweise nutzen diese Schlangen ihr Gift, um sich vor Angreifern zu schützen. Möglicherweise ist die Farbveränderung aber bei der Jagd vorteilhaft. Sie wird etwa einen halben Meter lang.

## Entdeckung
Die Kapuas-Wassertrugnatter wurde im Jahr 2005 von Mark Auliya, einem Mitarbeiter des Zoologischen Forschungsinstituts und Museums Alexander Koenig in Bonn, auf Borneo in der Gegend des Flusses Kapuas entdeckt. Inzwischen ist durch morphologische Vergleiche mit der nahen Verwandten Homalophis doriae sichergestellt, dass es sich bei dieser Schlange um eine neue Art handelt, die vermutlich nur im genannten Lebensraum, also endemisch, vorkommt.

## Farbwechsel
Der Zoologe fing das eher rotbraun gefärbte Tier ein und bewahrte es zum Transport in einem verschließbaren Eimer auf. Als er es dem Eimer wieder entnehmen wollte, stellte er fest, dass sich das Tier verfärbt hatte und nun weiß war. Ansonsten zeichnete sich das etwa einen halben Meter lange, gefangene Individuum durch keine weiteren Besonderheiten aus.
Es bleibt aber fraglich, aus welchem Grund sich diese Schlange verfärben kann. Bei anderen Tieren, die sich mit Hilfe der sogenannten Chromatophoren, farbigen Zellen in der Haut, die durch Muskulatur kontrolliert werden, verfärben, geschieht dies z. B. zur Tarnung (z. B. Chamäleons), zur Wärmeaufnahme (z. B. Agamen) oder auch zur Darstellung ihres Gemütszustandes (z. B. Kraken). Bei Schlangen wurde diese Phänomen jedoch bisher nicht oder äußerst selten beobachtet, was die Kapuas-Wassertrugnatter ziemlich einzigartig macht. Es wird vermutet, dass dieser Farbwechsel bei der Jagd eingesetzt wird und der Schlange so einen selektiven Vorteil verschafft.